# Dallas (TV-serie)
Dallas är en amerikansk TV-serie med Larry Hagman, Patrick Duffy, Barbara Bel Geddes och Jim Davis m.fl. Dallas är idag klassad som en riktig, klassisk såpopera. Handlingen kretsar kring familjen Ewing, som gjort sig en förmögenhet i oljebranschen, men även bedriver boskapsuppfödning. Familjen bor på Southfork, en ranch utanför Dallas i Texas.
Serien visades från början 14 säsonger, sammanlagt 357 avsnitt, på det amerikanska TV-nätverket CBS från 2 april 1978 till 3 maj 1991. Under tidigt 1980-tal var det världens mest populära TV-program. I Sverige hade serien premiär den 30 januari 1981 och avslutades den 18 december 1993. En ny säsong som utspelar sig 21 år senare med delvis samma skådespelare hade premiär i USA den 13 juni 2012; i Sverige hade den premiär den 20 augusti 2012.
Då serien hade premiär var det första gången svenska tittare fick se en utpräglad såpaserie med maktkamper och intriger av det här slaget. I svenska tidningar uppmärksammades bland annat det ymniga användandet av alkohol. Från vänster talades det om den amerikanska kapitalismens förskräcklighet. Dallas blev även ett mycket stort samtalsämne på arbetet: Svenska folket satt bänkade, vad skulle bli samtalsämnet nästa vecka på jobbet?
Den svenske skådespelaren och regissören Gunnar Hellström regisserade några avsnitt mellan 1979 och 1983. Han medverkade också som skådespelare 1989.

## Handling
En av de rollfigurer i Dallas som serien uppmärksammades för var J.R. Ewing, den ständigt intrigerande sonen i familjen Ewing som aldrig försitter en chans att ge sina personliga fiender ett tjuvnyp. Oljeindustrin är en tuff bransch och en av konkurrenterna är J.R.s svägerskas bror Cliff Barnes. J.R. är gift med den så småningom gravt alkoholiserade Sue Ellen.
Serien kretsade alltid kring familjen Ewing, men under säsongernas gång kom den mer och mer att fokuseras på J.R. och hans olika intriger inom såväl familjen som i oljeindustrin. Under seriens gång hinner J.R. göra det mesta, allt från att starta ett mindre krig i mellanöstern för att trissa upp priserna på amerikansk olja, bryta ner sin fru Sue Ellen till ett alkoholiserat vrak, driva Cliff till flertal självmordsförsök, fängslas i amerikanska Södern för utomäktenskaplig sex med sin framtida fru Cally Harper (Ewing), få sig själv inlagd på ett mentalsjukhus för att få en patient att skriva över sina aktier till honom, till att mer eller mindre skrämma bort de flesta ur Ewing-klanen från Southfork.
Då serien återkom i ny tappning under 2012 efter att inte ha producerats sedan 1991 kretsade handlingen fortfarande kring oljefamiljen Ewing, fast denna gång med J.R.:s och Bobbys respektive söner John Ross och Christopher i de absoluta huvudrollerna. Även J.R.s exfru Sue Ellen och Bobbys nya fru Ann finns med, liksom brodern Ray, brorsdottern Lucy samt rivalen Cliff Barnes. Patrick Duffy och Larry Hagman som medverkade i de första omgångarna medverkar även i den nya omgången som sina gamla rollkaraktärer.

## Bakgrund
Skaparen David Jacobs fick först idén till systerserien Knots Landing, som kom att få grönt ljus för inspelning efter Dallas stora framgångar. Knots Landing handlade om Gary och Valene Ewings liv i Kalifornien. Utvecklingen av synopsis och bakgrundsmaterial kring Gary Ewings ursprung som svart får i en rik oljefamilj från Texas ledde dock till att Jacobs utvecklade mer och mer om familjen Ewing i Dallas. Ingmar Bergmans Scener ur ett äktenskap sägs ha inspirerat upphovsmannen.
Här fick Jacobs idén om en Romeo och Julia-liknande historia om med det unga äkta paret Bobby Ewing och Pamela Barnes från fiendefamiljer, som inleder serien med att komma hem och överraska familjen med att de har gift sig. Serien var helt tänkt att fokusera på paret Bobby och Pamela, men den intrigerande storebrodern J.R. drog till sig mer och mer av tittarnas intresse och förtjusning, och J.R. blev ganska snabbt den stora huvudrollen i serien.
CBS nappade alltså först på konceptet Dallas, som idémässigt varit en spin-off från idén till konceptet Knots Landing. Men Dallas stora framgångar öppnade för att verkligen också Knots Landing blev verklighet.

## Inspelningsplatser

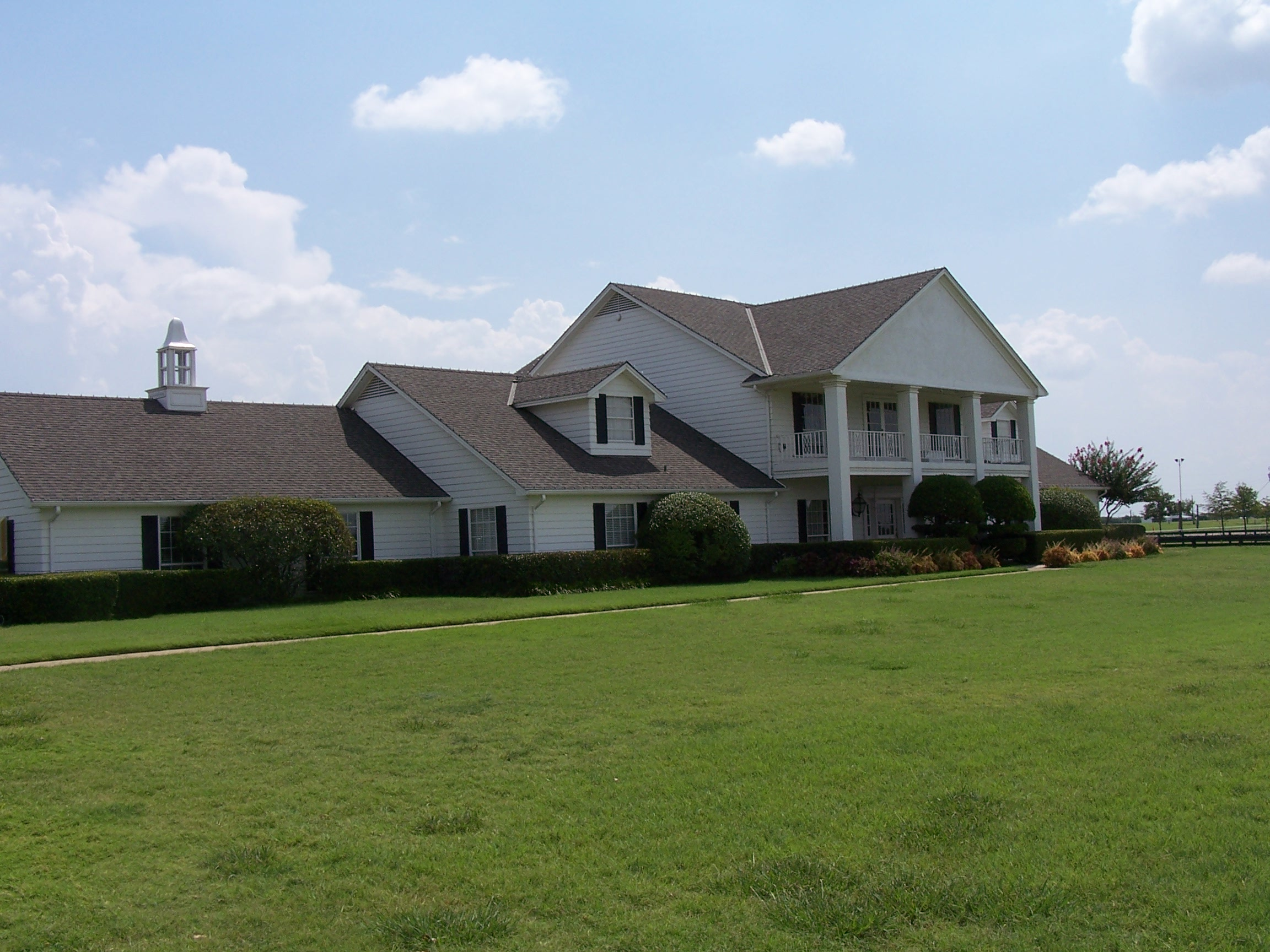
Southfork Ranch

Seriens exteriörer av familjen Ewings hem spelades in på Southfork Ranch som snabbt blev en turistattraktion. Gården ligger i Parker i norra delen av Dallas storstadsområde. Andra exteriörer spelades också in i Dallas. De första säsongerna spelades in helt i Dallas, men efter andra säsongen valde man att endast spela in exteriörer i Dallas och interiörer i studio i Kalifornien. Hela inspelningsteamet åkte till Dallas varje vinter/vår och spelade in hela säsongens utomhusscener och packade därefter ihop och spelade in alla inomhusscener under resten av året i Hollywood.

## TV-historia
Några av avsnitten kan sägas ha gått till TV-historien:
- A House Divided var det sista avsnittet våren 1980. Avsnittet slutade med att J.R. sköts av en okänd gärningsman. De amerikanska tittarna var tvungna att vänta hela sommaren och hösten på att nästa omgång skulle börja. A House Divided sändes i Sverige den 10 juni 1982.
- Who Done It?, som var fortsättningen till ovan nämnda avsnitt, hade en av de högsta tittarsiffror som någonsin uppmätts i USA för en TV-serie.
- The Search, var uppföljningen på avsnittet Barbecue Two som sändes i januari 1982. "Barbecue Two" avslutades med att Miss Ellie fick ett telefonsamtal från Punk Anderson, som berättade att Jock havererat med sin helikopter i Sydamerika. I avsnittet "The Search" reste J.R., Bobby och Ray till Sydamerika för att delta i sökandet efter Jock. Man fann dock aldrig hans kropp.
- Swan Song: Patrick Duffy, som spelade J.R.s lillebror Bobby valde att lämna serien på våren 1985, detta genom att Bobby blev överkörd av sin svägerska Kathrine, som var olyckligt kär i Bobby och egentligen försökte köra över Bobbys hustru Pam. Bobby blev så illa skadad att han avled. Efter en säsong utan Bobby och en massiv tittarstorm mot CBS övertalades Duffy att återvända till serien och man valde att avsluta säsongen den 16 maj 1986 med att Bobby plötsligt stiger ur duschen och säger god morgon till sin hustru Pam. Tittarna fick vänta ända till höstsäsongen för att få förklaringen. Då visade det sig att Pam bara hade drömt att Bobby dött (och allt som hänt efteråt). Detta innebar förstås vissa logiska brister i handlingen som bara förklarades nödtorftigt. För att hemlighålla att Patrick Duffy återvänt till Dallas åkte regissören och Patrick Duffy till New York under föreställningen att Patrick Duffy skulle vara med i en tvålreklam och filmade scenen separat. Ingen av skådespelarna i Dallas visste att Patrick skulle komma tillbaka, detta hemlighölls tills CBS visade säsongsavslutningen 1986. Victoria Principal hade filmat duschscenen med sin motspelare John Beck, en scen som sedan klipptes om.
- Ewing Inferno var det sista avsnittet våren 1983. Avsnittet avslutades med att hela Southfork Ranch stod i lågor, som orsakats av att J.R. kastat en ljushållare mot Ray som istället vält ner ljusen. Halva familjen fastnade i elden och avsnittet sågs av flera miljoner amerikaner.
- Fall of the House of Ewing var det sista avsnittet våren 1987. Avsnittet avslutades med att Bobbys hustru Pamela körde rakt in i en oljetanker med sin bil, som exploderade. Medan hon körde pratade hon i telefon med Bobby och berättade att hon kunde bli gravid igen.

## Större roller
| Larry Hagman       | – John Ross "JR" Ewing, Jock och Miss Ellies äldste son (1978-1991, 2012-2013)                                            |
| Patrick Duffy      | – Robert "Bobby ";Ewing, JR:s yngre bror. Följaktligen Miss Ellie och Jocks son (1978-1985, 1986-1991, 2012-2014)         |
| Barbara Bel Geddes | – Eleanor "Miss Ellie" Ewing Farlow, född Eleanor Southworth, ägare till Southfork Ranch (1978-1984, 1985-1990)           |
| Donna Reed         | – spelade Miss Ellie under Barbara Bel Geddes sjukdomsperiod (1984-1985)                                                  |
| Jim Davis          | – John Ross "Jock" Ewing Senior, familjens överhuvud, grundare av Ewing Oil (1978-1981)                                   |
| Linda Gray         | – Sue Ellen Shepherd Ewing, JR:s hustru (1978-1989, 2012-2014)                                                            |
| Victoria Principal | – Pamela Barnes Ewing, Bobbys första hustru (1978-1987)                                                                   |
| Charlene Tilton    | – Lucy Ewing Cooper, JR:s och Bobbys brorsdotter, dotter till Gary Ewing, mellanbrodern (1978-1985, 1988-1990, 2012-2014) |
| Steve Kanaly       | – Ray Krebbs, förman på Southfork, sedermera visad vara oäkta son till Jock (1978-1988), (2012-2014)                      |
| Ken Kercheval      | – Cliff Barnes, Pamelas halvbror, Ewings-klanens ständige antagonist (1978-1991, 2012-2014)                               |
| Susan Howard       | – Donna Culver Krebbs, politiker och Rays första hustru (1979-1987)                                                       |
| Howard Keel        | – Clayton Farlow, Miss Ellies nya man efter Jocks död (1981-1991)                                                         |
| Priscilla Presley  | – Jenna Wade, Bobbys ungdomskärlek - sedermera gift med Ray (1983-1988)                                                   |
| Dack Rambo         | – Jack Ewing, JR:s och Bobbys kusin, Aprils förste make (1985-1987)                                                       |
| Sheree J. Wilson   | – April Stevens Ewing, älskarinna till både JR och Cliff, men slutligen stadgad med Bobby (1986-1991)                     |
| Cathy Podewell     | – Cally Harper Ewing, älskarinna till JR, som tvingades gifta sig med henne (1988-1991)                                   |
| George Kennedy     | – Carter McKay, ägare av WestStar Oil, Ewing Oils störste konkurrent (1988-1991)                                          |
| Kimberly Foster    | – Michelle Stevens, Aprils syster, älskarinna till James (1989-1991)                                                      |
| Sasha Mitchell     | – James Beaumont, JR:s oäkta - och länge okända - son (1989-1991)                                                         |
| Lesley-Anne Down   | – Stephanie Rogers, affärskontakt till Cliff (1990)                                                                       |
| Barbara Stock      | – Elizabeth "Liz" Adams, affärs- och kärlekspartner till Bobby (1990-1991)                                                |
| Josh Henderson     | – John Ross Ewing III, son till J.R och Sue Ellen (2012-2014)                                                             |
| Jesse Metcalfe     | – Christopher Ewing, adopterad son till Bobby och Pamela Barnes Ewing (2012-2014)                                         |
| Brenda Strong      | – Ann Ewing, Bobbys tredje fru (2012-2014)                                                                                |
| Jordana Brewster   | – Elena Ramos, dotter till familjen Ewings kokerska (2012-2014)                                                           |
| Julie Gonzalo      | – Pamela Rebecca Barnes, dotter till Cliff, fru till Christopher (2012-2014)                                              |
| Mitch Pileggi      | – Harris Ryland, exman till Ann Ewing pappa till Emma (2012-2014)                                                         |
| Emma Bell          | – Emma Brown, dotter till Harris Ryland & Ann Ewing (2013-2014)                                                           |
| Juan Pablo Di Pace | – Nicolás Treviño (2014)                                                                                                  |

## Andra minnesvärda roller
| Audrey Landers    | – Afton Cooper, älskarinna till JR och Cliff (1981-1984,1989,2013-2014)                                                     |
| Mary Crosby       | – Kristin Shepard, Sue Ellens syster och älskarinna till JR (1979-1981)                                                     |
| Deborah Shelton   | – Mandy Winger, JRs älskarinna (1984-1987)                                                                                  |
| Susan Flannery    | – Leslie Stewart, PR-kvinna som var den enda som kunde styra JR:s beslut i affärslivet (1981)                               |
| Don Starr         | – Jordan Lee, evig fiende till Ewing oil (1978-1990)                                                                        |
| Fern Fitzgerald   | – Marilee Stone, JRs älskarinna och kompanjon till Jordan Lee i kartellen (1978-1990)                                       |
| Morgan Brittany   | – Katherine Wentworth, Pamelas syster med besatthet av Bobby (1981-1985, 1987)                                              |
| Morgan Woodward   | – Punk Anderson, Jock och Miss Ellies nära vän (1980-1987)                                                                  |
| John Beck         | – Mark Graison, Pamelas pojkvän (1983-1984, 1985-1986)                                                                      |
| William Smithers  | – Jeremy Wendell, ägare av Weststar oil, konkurrent till Ewing oil (1981-1989)                                              |
| George O. Petrie  | – Harv Smithfield, Ewings lojala advokat (1979-1991)                                                                        |
| Jared Martin      | – Steven 'Dusty' Farlow, Sue Ellens pojkvän och Claytons son (1979-1982, 1985, 1991)                                        |
| Priscilla Pointer | – Rebecca Barnes Wentworth, mor till Cliff Barnes, Pamela Ewing och Katherine Wentworth (1981–1983)                         |
| Jenilee Harrison  | – Jamie Ewing Barnes, dotter till Jocks bror Jason, gift med Cliff Barnes (1984-1986)                                       |
| David Wayne       | – Willard "Digger" Barnes, Cliff Barnes far och ärkerival till Jock Ewing 1978-1979, även spelad av Keenan Wynn (1979-1980) |

## TV-filmer
Efter att man lade ner serien 1991 har två TV-filmer producerats: Dallas - J.R återvänder (1996) (J.R.s Return) och Dallas - Släktfejden (1998) (The War of the Ewings) som mer eller mindre tar vid där TV-serien slutade. Dessutom producerades redan år 1986 en så kallad "prequel"; Dallas - De första åren (Dallas - The Early Years) som utspelar sig under 1930-talet och berättar bakgrunden till fejden mellan familjerna Ewing och Barnes och visar hur Jock byggde upp sitt imperium.

## Andra medier
Dallas har även förekommit i en tecknad dagspresserie. Den gjordes av bland andra Jim Lawrence. I Sverige har vi sett serien i dagspress och i ett seriealbum med titeln Dallas Presentalbum - JR spelar högt.
Dessutom har fyra romaner, som bygger på TV-serien, getts ut. De tre första finns utgivna på svenska av BW Pocket:
- Dallas (Dallas) av Lee Raintree
- Ewings (The Ewings of Dallas) av Burt Hirschfeld
- J.R (The Men of Dallas) av Burt Hirschfeld
- The Women of Dallas (ej utgiven på svenska) av Burt Hirschfeld

## Parodier på Dallas
Galenskaparna och After Shave har gjort en parodi på Dallas i sitt En himla många program. Den heter Dalsland.
Skämttidningen Svenska MAD har gjort en parodi av Dallas vid namn Sallad (i och med att allt var ihoprört till en enda publikknipande sallad). Där heter till exempel Bobby "Hobby", Sue Ellen "Svullen" och J.R "P.R".